# 阪急電鐵2300系電聯車 (2代)
阪急電鐵2300系電聯車（日语：／ Hankyū dentetsu 2300-kei densha）是阪急電鐵使用的特急型電聯車，並且在京都本線上進行運轉。2300系於2023年10月6日宣布預計引入，並於2024年7月21日在京都本線上開始投入使用，為該公司自2012年後時隔11年再度推出的新型電車。

## 概要
本型車為阪急電鐵自2003年開始在京都本線上引進阪急電鐵9300系電聯車以來，再度引入配置半對坐式座椅的新型車輛。其中部分編組設有阪急電鐵在2024年首度推出的指定席車廂服務「PRiVACE」，並配備可旋轉的躺椅。在本型車的編組尚未引進至一定數量前，部分的PRiVACE車輛在調整過行駛設備後將暫時編入9300系中進行運轉。而本型車也獲得日本設計振興會的2024年度優良設計獎。

## 規格與構造

### 外裝
本型車以「安全與舒適」以及「兼顧環保的新阪急風格」為理念進行製造。車頭配置延續過去阪急電鐵的鐵路車輛設計，但在車頭正面的窗戶增加流線型的曲線，營造出列車疾速行駛的視覺感。列車外部的目的地顯示器採用LED燈，配備「PRiVACE」指定席服務的車廂則在側面的窗戶安裝與玻璃合為一體的液晶顯示器。車體塗裝延續阪急電鐵傳統的阪急栗，上半部則使用象牙色；而「PRiVACE」車廂另在車體下半部加上淺棕色（部分文獻稱其為金色）的條紋，並且在車門的左右兩邊貼上「PRiVACE」的標誌。
普通車廂每側均設置3道車門，「PRiVACE」車廂則只在中央處設置1道雙開式的車門，並在車門的上半部安裝菱形的車窗；同時該車廂也在每排座位旁設置1面小型窗戶。普通車廂的側面則採用連續式窗戶，靠近車頭與車尾的窗戶為兩面互相連結的窗戶，車門之間為三面連續的窗戶，中央區域的窗戶則因為車廂內窗簾軌道的劃分，在視覺上呈現四面連續的窗戶。而駕駛室因整體空間擴大而取消在其後方安裝側窗的設計。

### 內裝
2300系電聯車的普通車廂在車門之間的區域設置可轉向的對坐式座椅，車頭與車尾兩處則配置長條座椅；而每節車廂的長條座椅區域皆有設置博愛座與無障礙空間。前頭車輛的乘務員室後方取消配置座椅，使無障礙空間的寬度大於中間車。車內設計延續阪急電鐵過往的設計風格，客室牆面採用帶有木紋的化妝板，座椅則使用金橄欖色的布料。同時車廂內配備著3台32吋半的液晶顯示器，並以交錯的方式安裝在每節車門的正上方。此外本型車的第一編組2300F車門上半部門框的化妝板顏色與車內的天花板皆為象牙色，第二編組以後的列車則預計更改為和阪急電鐵2000系電聯車相同的木紋化妝板。
「PRiVACE」車廂中的座椅配置為7排2+1的可旋轉躺椅，而兩間客室中的雙人座椅和單人座椅使用交錯的方式配置。其中每間客室各有一排未安裝單人座椅的區域，並分別在不同的客室設置無障礙空間和放置行李的專用區域。每個座位皆有配置閱讀燈、插座和扶手桌，靠枕及雙人座位之間的扶手均有設置隔板。「PRiVACE」車廂的座椅材質與普通車廂的座椅相同，但在地板上加鋪地毯；而牆面使用的化妝板紋路也異於普通車廂的化妝板。車廂內配備4台32吋的液晶顯示器，並分別安裝在客室及車門出入口處的地板。同時本型車也採用新型的高效半導體元件的控制單元，使2300系電聯車與阪急電鐵現有的電車相比減少約60%的能源消耗。

## 運用
2300系電聯車於2024年7月21日開始在京都本線上運轉，並在同日啟用指定席車廂服務「PRiVACE」。本型車預計引進12個編組，並且規畫將京都本線上所有的特急型車輛替換為本型車。2300系在2024年先行導入一個編組，並另外製造專門用於「PRiVACE」的2350型電車（2356-2361）；而上述6輛電車將暫時編入阪急電鐵9300系電聯車進行運轉。同時阪急電鐵規畫先引進提供「PRiVACE」指定席服務的5個編組，之後再陸續引入6個不包含「PRiVACE」車廂的編組。